# Charles Jacobus
Charles Jacobus (* 28. Juni 1859 in Springfield, Massachusetts; † 7. Dezember 1929) war ein US-amerikanischer Sportjournalist und Roque- bzw. Croquet-Spieler und -Funktionär. Er gilt als Vater der amerikanischen Variante des Croquet namens Roque und war 1904 erster und einziger Olympiasieger in dieser Sportart. Zudem war der Herausgeber der offiziellen Regeln des Sportes für die National Roque Association of America.

## Leben
1885 gewann Jacobus seine einzigen nationalen Titel, war aber langjähriger Funktionär des amerikanischen National American Croquet Association, die sich um die Jahrhundertwende in National Roque Association of America umbenannte. 1899 veröffentlichte er für den Verband einen US-weiten Aufruf an alle Croquet-Clubs, den neuen Namen Roque anzunehmen.
Jacobus war Herausgeber der Spalding’s Official Croquet bzw. Rogue Guide, die in der 11. Auflage der Encyclopædia Britannica als Standardwerk für den Croquetsport bezeichnet wurde.
Als 1904 ein Roque-Wettbewerb bei den Olympischen Spielen in St. Louis ausgerichtet werden sollte, wurde er zum Leiter des Organisationskomitees für den Bewerb bestimmt, er gewann den Wettbewerb mit fünf Siegen bei nur einer Niederlage gegen den Silbermedaillengewinner Smith Streeter.

## Werke
- Croquet and its rules. American sports publishing company, New York 1914
- Roque guide and official rules governing the game, as adopted by the National Roque Association of America. American Sports Publishing Company, New York 1910.